# Badaguichiri
Badaguichiri è un comune rurale del Niger facente parte del dipartimento di Illéla nella regione di Tahoua.